# Атопов, Иван Иванович
Иван Иванович Ато́пов (1901, Дубовка, Саратовская губерния — 1948) — советский металлург, машиностроитель.

## Биография
Уроженец посада Дубовка Царицынского уезда Саратовской губернии. С 1929 года жил в Сталинграде.
- 1930 — окончил рабфак
- 1935 — окончил Сталинградский механический институт по специальности «Литейное производство»
- С 1932 по октябрь 1942 года (до эвакуации) работал на Сталинградском тракторном заводе, с 1937 года начальник сталефасонного (сталелитейного) цеха. Летом 1942 года участвовал в формировании народного ополчения из рабочих Тракторного завода для участия в Сталинградской битве.
- 1942—1947 — работа на Уральском танковом заводе № 183.
- 1947—1948 — директор Бежицкого сталелитейного завода.

## Семья
- Сын — Владимир Иванович Атопов. Глава Волгограда (председатель горисполкома) с 1974 по 1986 годы.
- Сын — Борис Иванович Атопов (1942—2005). Занимал ответственные должности в Волгоградском обкоме партии КПСС.

## Награды и премии
- Сталинская премия первой степени (1946) — за коренное усовершенствование технологии и организацию высокопроизводительного поточного метода производства средних танков при значительной экономии материалов, рабочей силы и снижении себестоимости (за создание на Урале танков Т-34).[1]
- орден Трудового Красного Знамени (8.II.1942)
- орден Красной Звезды (20.1.43).
- орден Ленина (VIII.1944).
- орден Отечественной войны I степени (IX.1945).
- медаль «За оборону Сталинграда».
- медаль «За доблестный труд в Великой Отечественной войне 1941—1945 гг.».